# Katholisch-apostolische Kapelle (Basel)

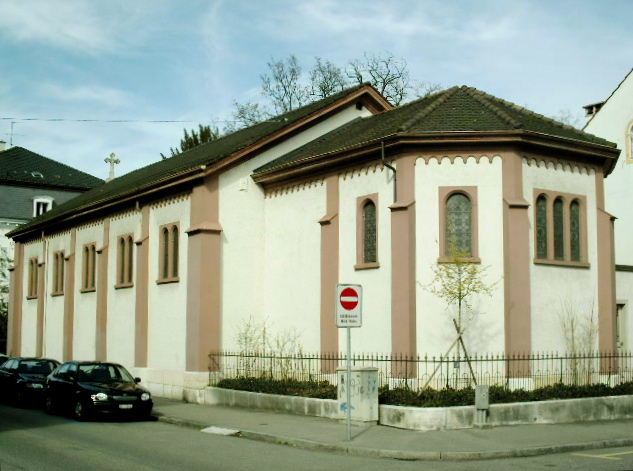
Kapelle der apostolischen Gemeinde in Basel

Die Kapelle der katholisch-apostolischen Gemeinde ist eine Kapelle in der Schweizer Stadt Basel. Sie befindet sich im Stadtteil Am Ring   inmitten eines Vierecks gebildet von den Gotteshäusern Pauluskirche, Marienkirche, Chiesa di San Pio X und Église du Sacré-Cœur.
Die Kapelle wurde 1863 durch den Basler Baumeister Theodor Ecklin in damals noch weitgehend unbebautem Gebiet errichtet und ist heute im Besitz einer Stiftung. Markant ist der Betsaal, der den grössten Teil des Gebäudes ausmacht.
Im April 2008 beschloss der baselstädtische Regierungsrat die Aufnahme ins kantonale Denkmalschutzverzeichnis aufgrund des kunsthistorischen sowie architektur- und kulturgeschichtlichen Wert des Gebäudes; der Betsaal gehört gemäss der Regierung zu den wichtigen Baudenkmälern der Stadt. Die besitzende Stiftung legte dagegen Einspruch beim kantonalen Appellationsgericht und nach abschlägigem Bescheid beim Bundesgericht ein, wurde jedoch im Februar 2009 letztinstanzlich abgewiesen.

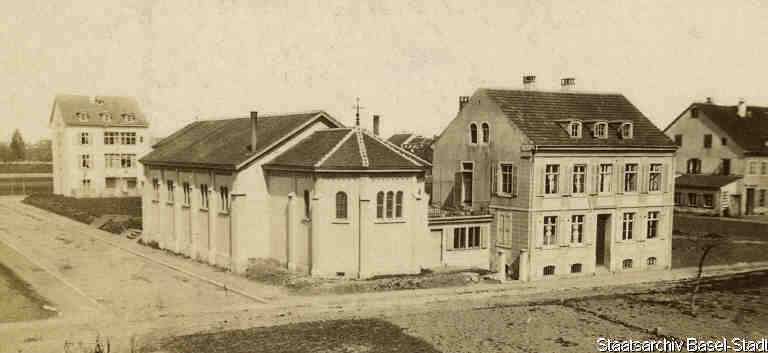
Die Kapelle vor 1880
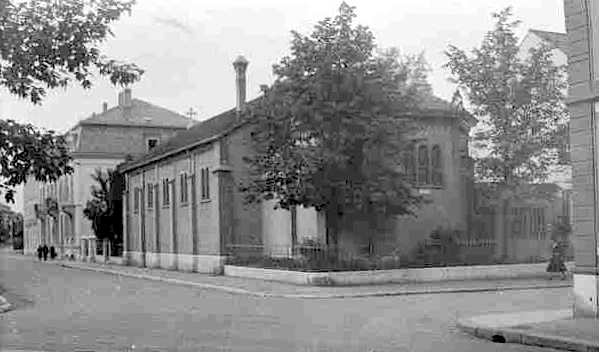
Die Kapelle um 1938